# Приходько, Анастасия Константиновна
Анастаси́я Константи́новна Прихо́дько (укр. Анастасія Костянтинівна Приходько; род. 21 апреля 1987, Киев, УССР) — украинская певица и автор песен, заслуженная артистка Украины (2017).
В 2007 году принимала участие в шоу российского Первого канала «Фабрика звёзд 7», в котором заняла первое место, после чего начала сотрудничество с продюсером Константином Меладзе. Представляла Россию на музыкальном конкурсе «Евровидение-2009» с украинско-русской песней «Мамо». В финальной части конкурса заняла 11-е место. В октябре 2018 года объявила об уходе со сцены. 24 февраля 2021 года объявила о том, что возвращается на эстраду.

## Биография
Отец — русский родом из Ростова-на-Дону, шахтёр Константин Рыбалов (1966); мать — украинка, журналистка Оксана Михайловна Приходько. Старший брат - Назар Приходько (род. 1985) - тоже певец, окончил Киевский национальный университет культуры и искусств по специальности «режиссёр эстрады и массовых представлений», в 1996 году в Испании пел дуэтом с Хосе Каррерасом. Пишет стихи и песни на русском и украинском языках. Прапрадедушка Анастасии Приходько был японцем, её дедушка, Михаил Никитич Приходько - участник Великой Отечественной войны, награждён медалью «За взятие Берлина» и расписался на стене Рейхстага. Отец и мать развелись, поэтому детей воспитывала мать. Отец живёт в посёлке Тополевом Ростовской области.
В пятнадцатилетнем возрасте Анастасия Приходько пыталась пройти в состав поп-группы «ВИА Гра», но неудачно.
Окончила Киевское музыкальное училище имени Р. Глиэра по классу «народный вокал» и Киевский национальный университет культуры и искусств. Принимала участие в ряде местных фестивалей.
В 2007 году победила в российском телевизионном музыкальном проекте Первого канала по поддержке молодых исполнителей «Фабрика звёзд 7», после чего подписала контракт с продюсером Константином Меладзе. По словам певицы, «атмосфера „фабричного“ дома, где проживали на виду у всей страны участники, была не по мне» и «единственным и настоящим другом в Москве, на пути от „Фабрики“ до „Евровидения“, стал Игорь Синельщиков, замечательный человек, он работал администратором на проекте, я за многое ему благодарна».
В июле 2008 года вместе с Марком Тишманом стала исполнительницей написанного им гимна, посвящённого Дню семьи, любви и верности, эфир которого прошёл на Первом канале. 16 июля того же года на телеканале «Муз-ТВ» состоялась премьера клипа на совместную композицию с Валерием Меладзе «Безответно», режиссёром которого выступил украинский клипмейкер Алан Бадоев.

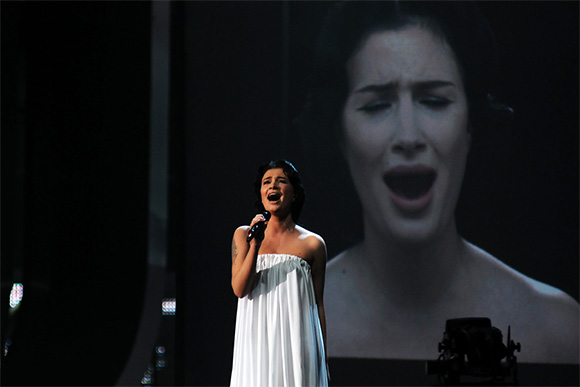
Анастасия Приходько на отборочном туре «Евровидения», 2009 год

В феврале 2009 года Анастасия Приходько участвовала в отборе на конкурс песни «Евровидение» от Украины, но была дисквалифицирована. Она представила песню «За тебе знов», русская версия которой «Всё за тебя» исполнялась ещё на «Фабрике Звёзд-7» российского Первого канала в 2007 году: жюри объявило не только о дисквалификации песни, но и исключении Приходько без права замены. Анастасия пыталась опротестовать своё отстранение и даже подала в суд на Национальную телерадиокомпанию Украины. После того как один из членов жюри национального отбора России предложил её песню, Приходько стала 16-й участницей российского финального отбора, состоявшегося 7 марта в эфире «Первого канала». Её принципиальным желанием было исполнение песни на двух языках — русском и украинском. Набрав наибольшее количество голосов (25 %) на народном телефонном и СМС-голосовании, а также получив шесть голосов жюри против пяти, певица получила право представлять Россию на «Евровидении» с русско-украинской композицией «Мамо». В конце марта в Киеве под руководством Алана Бадоева и оператора Ярослава Пилунского прошли съёмки клипа на эту песню. 16 мая Приходько выступила в финале «Евровидения-2009», проходившем в Москве, и по результатам голосования заняла в конкурсе одиннадцатое место. Сразу после участия певицы в «Евровидении» её сотрудничество с Константином Меладзе подошло к концу.
В октябре 2009 года Приходько сыграла Полину в мюзикле телеканала «Интер» «Как казаки…», премьера которого состоялась в новогоднюю ночь. В июне 2010 года певица представила видео на песню «Вспыхнет свет». В феврале 2011 года Приходько выступила в финале украинского национального отбора на «Евровидение-2011». В апреле того же года прошли съёмки клипа на композицию «Между нами небо», которую Приходько записала совместно с российским исполнителем, экс-участником телешоу «Дом 2» David. В октябре 2012 года Приходько представила видео на песню «Ясновидящая», которую написал Андрей Игнатченко. Съемками клипа руководил Евгений Тимохин.
В январе 2016 года в эфире радио ЕС Анастасия Приходько представила англоязычную композицию «I Am Free Now», с которой приняла участие в украинском национальном отборе на конкурс «Евровидение-2016». Музыку к песне написала армянский композитор Шушан Саргсян, а слова — Николай Бровченко. В феврале Приходько выступила в первом полуфинале национального отбора, но в финал пройти ей не удалось. В конце того же месяца певица представила украинскую версию своей конкурсной песни, получившую название «Я вільна», которую посвятила Надежде Савченко.

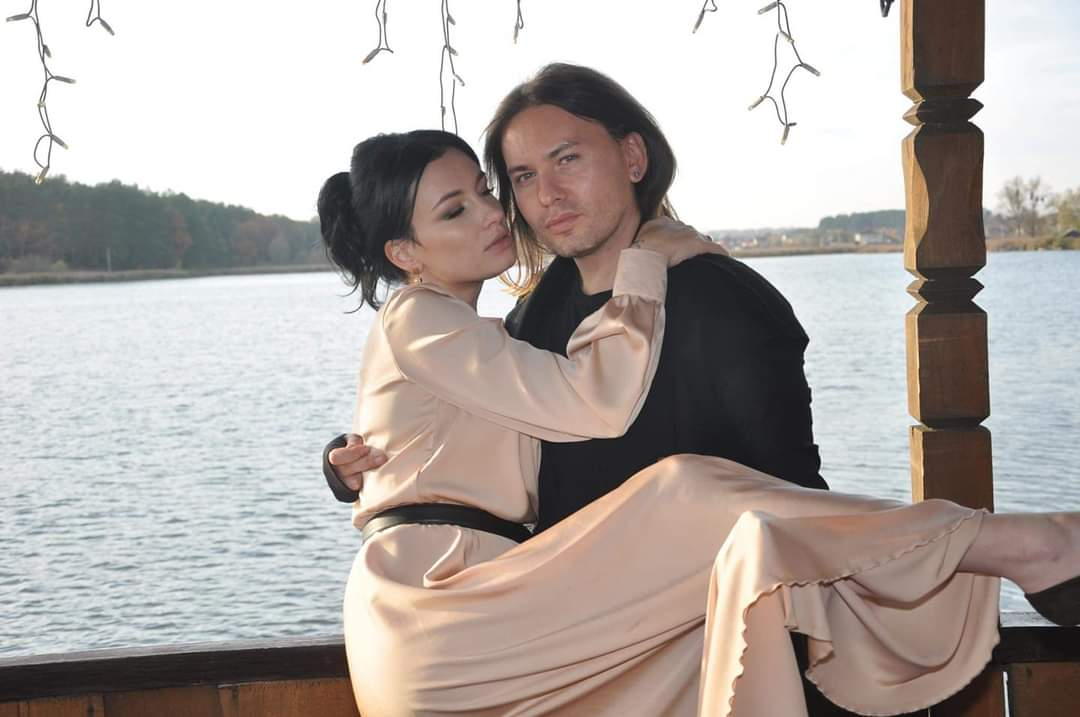
Приходько и Алекс Луна, 2019 год

В октябре 2018 года Приходько выпустила клип на композицию «Саме той». В том же месяце она сообщила о завершении карьеры певицы и намерении заняться политической деятельностью, став членом команды лидера партии «Батькивщина» Юлии Тимошенко. В июне 2019 года зарегистрирована кандидатом в депутаты на внеочередные выборах в Верховную раду Украины IX созыва. В сентябре того же года Приходько объявила об уходе из партии «Батькивщина» и приняла решение вернуться к музыкальному творчеству.
В феврале 2021 года Приходько сообщила о возвращении на эстраду. В том же году певица приняла участие в украинском телепроекте «Маска» в образе Стрекозы, дойдя до полуфинала. В ноябре Приходько выпустила в свет первую песню после трёхлетнего перерыва, получившую название «Подруга». 22 июня 2022 года певица представила клип на украиноязычную композицию «Степом».

### Телевидение
- 2007 — «Фабрика Звёзд 7», победительница
- 2008 — «Большие гонки», сборная России
- 2008 — «Царь горы», сборная участников «Фабрика Звёзд 7»
- 2008 — «Оливье-шоу», песня «Арлекино»
- 2008 — «Две звезды», песня «Сказочная тайга» (дуэт с Д.Крыловым)
- 2008 — «Две звезды», песня «Волхвы» (дуэт с А.Сапуновым)
- 2009 — «Как казаки…», мюзикл, главная женская роль
- 2009 — «Танцюю для тебе», участница
- 2009 — «Евровидение-Россия», участница
- 2009 — «Україна має талант», приглашённый артист
- 2009 — «Песня дня на СТС», приглашённый артист
- 2010, 2011 — «95 квартал», приглашённый артист
- 2011 — «Народная звезда», участница
- 2011 — «Бойцовский клуб», член жюри, приглашённый артист
- 2011 — «Шоу №1», тренер группы «Фарби»

### Награды и достижения
- «Фабрика Звёзд 7» — первое место (2007 год)
- «Национальный отбор России на Евровидение-2009» — первое место (2009 год)
- «Золотая тарелка Муз ТВ» — специальный приз телеканала (2009 год)
- «Евровидение-2009» — 11-е место (жюри + зрители), 8 место (зрители), 17 место (жюри)
- «Лучший Международный промо-сайт» — специальное голосование, «Евровидение-2009»
- «Признавая благородство души» — премия за благородство души от крупнейшего агрохолдинга Мордовии (2008 год)
- «Radio Voice Awards» — первая украинская радиопремия (2010 год)
- «Украинский национальный отбор на Евровидение» — 8 место (2011 год)
- «Украина Песня года» — песня «Ясновидящая» (2010 год)
- «Top 100 самых красивых людей Украины» — вошла в число (2010 год)
- «Золотая шарманка» — песни «Твоё сердце», «Мамо» (2010 год)
- «Viva! Самые красивые» — вошла в число (2010 год)
- «Первые на Первом» — песня «Ясновидящая» (2011 год)
- «ZD Awards» — номинация «Персона» (2009 год)
- «ZD Awards» — номинация «Провал года» (2009 год), выиграла номинацию.[источник не указан 3813 дней]
- «Лучшая песня России на Евровидении по версии Еврофорума» — 4 место, «Мамо»
- «Лучшие декорации/задник Евровидения 2009 по мнению Еврофорума» — 2 место, «Мамо»
- «Сингл Мамо в топ 25 чартов» — Россия, Украина, Белоруссия, Латвия, Финляндия
- «Euromania. Violence» — Italy, Venezia. II место — «Безответно»

## Общественная позиция
В 2014 году, после начала вооружённого конфликта на востоке Украины, поддержала действия украинской армии против самопровозглашённых ДНР и ЛНР, выступает перед украинскими военнослужащими с концертами.
В социальных сетях опубликовала обращение «Так что водка, матрешка, балалайка!;))) ах да и ваш идол Жириновский! Интеллигенция давно покинула Россию остались только …» и т.п. «Мне от России ничего не нужно, прощайте!» — написала Приходько.
В августе 2014 года в своем микроблоге опубликовала фото гуманитарного груза от РФ с надписью: «Бойтесь данайцев, дары приносящих…».
В декабре 2014 года исполнила песню «Герої не вмирають» для кампании сбора средств, предназначенных для поддержки украинских военных, а также отказалась от всех российских наград.
В марте 2015 года состоялся тур Songs for peace по 9 городам США, все собранные средства от которого пошли на помощь украинцам, пострадавшим из-за войны на востоке Украины.
В сентябре 2015 года в одном из интервью певица заявила, что не хочет гастролировать в России, и своё будущее связывает с Украиной.
В июне 2018 года в интервью заявила, что Россия «жирная, большая, но тупая, а живут в ней козлы <…> Это не государство, а биомасса, поехавший головой непонятный субъект <…>. Все мы хотим, чтобы Россия развалилась и понесла всю ответственность за содеянное».

## Личная жизнь
4 апреля 2010 года Анастасия Приходько родила дочь Нанну от абхазского бизнесмена Нури Кухилава. Пара рассталась в 2013 году.
В том же году певица вновь вышла замуж - за Александра, с которым познакомилась ещё в школьные годы. В августе 2015 года у пары родился сын Гордей. 25 марта 2021 года Приходько родила второго сына Луку.

## Дискография

### Студийные альбомы
| №                   | Название                             | Длительность |
| ------------------- | ------------------------------------ | ------------ |
| 1.                  | «Заждалась»                          | 3:23         |
| 2.                  | «Безответно» (feat. Валерий Меладзе) | 4:07         |
| 3.                  | «Одиночество»                        | 4:29         |
| 4.                  | «Бегу по радуге»                     | 4:26         |
| 5.                  | «Люли люли»                          | 3:18         |
| 6.                  | «Любила»                             | 3:44         |
| 7.                  | «Три зимы»                           | 3:17         |
| 8.                  | «Action»                             | 3:04         |
| 9.                  | «Смогла»                             | 3:17         |
| 10.                 | «По волнам»                          | 3:12         |
| 11.                 | «Ясновидящая»                        | 3:19         |
| 12.                 | «Всё за тебя»                        | 4:08         |
| 13.                 | «Вспыхнет свет»                      | 3:33         |
| 14.                 | «Между нами небо» (feat. David)      | 3:24         |
| 15.                 | «Мамо»                               | 2:54         |
| Общая длительность: | Общая длительность:                  | 51:35        |

| №                   | Название                                     | Длительность |
| ------------------- | -------------------------------------------- | ------------ |
| 1.                  | «Я вільна»                                   | 2:53         |
| 2.                  | «Герої не вмирають» (feat. Микита Рубченко)  | 3:33         |
| 3.                  | «Не трагедия»                                | 4:10         |
| 4.                  | «Половина пути»                              | 3:40         |
| 5.                  | «Ника»                                       | 3:27         |
| 6.                  | «Романс»                                     | 3:10         |
| 7.                  | «Дура-любовь»                                | 3:05         |
| 8.                  | «Твоє серце»                                 | 3:52         |
| 9.                  | «Зацелована»                                 | 3:50         |
| 10.                 | «Чоловіче мій»                               | 3:26         |
| 11.                 | «I Am Free Now»                              | 2:53         |
| 12.                 | «Не трагедия» (Mordax Bastards & Mals Remix) | 3:31         |
| 13.                 | «Зацелована» (DJ Jedy Remix)                 | 4:12         |
| 14.                 | «Половина пути» (DJ Jedy Remix)              | 4:10         |
| 15.                 | «Ника» (DJ Jedy Remix)                       | 3:42         |
| Общая длительность: | Общая длительность:                          | 50:54        |

| №                   | Название                | Длительность |
| ------------------- | ----------------------- | ------------ |
| 1.                  | «Саме той»              | 3:50         |
| 2.                  | «Тримай» (Version 2019) | 4:13         |
| 3.                  | «Луна»                  | 3:09         |
| 4.                  | «Гуд бай»               | 3:48         |
| 5.                  | «Вимагаю змiн»          | 3:25         |
| 6.                  | «Крила»                 | 3:11         |
| 7.                  | «Вiльний птах»          | 3:53         |
| 8.                  | «Дуже далеко»           | 2:58         |
| 9.                  | «Алло»                  | 2:37         |
| Общая длительность: | Общая длительность:     | 29:04        |

### Синглы
| Год  | Сингл                                       | Альбом    |
| ---- | ------------------------------------------- | --------- |
| 2008 | «Безответно» (feat. Валерий Меладзе)        | Заждалась |
| 2009 | «Мамо»                                      | Заждалась |
| 2010 | «Вспыхнет свет»                             | Заждалась |
| 2010 | «Ясновидящая»                               | Заждалась |
| 2010 | «Action»                                    | Заждалась |
| 2011 | «Между нами небо» (feat. David)             | Заждалась |
| 2014 | «Половина пути»                             | Я вільна  |
| 2014 | «Герої не вмирають» (feat. Микита Рубченко) | Я вільна  |
| 2015 | «Зацелована»                                | Я вільна  |
| 2015 | «Не трагедия»                               | Я вільна  |
| 2016 | «Дура-любовь»                               | Я вільна  |
| 2016 | «Луна»                                      | Саме той  |
| 2017 | «Гуд бай»                                   | Саме той  |
| 2017 | «Крила»                                     | Саме той  |
| 2018 | «Саме той»                                  | Саме той  |
| 2022 | «Подруга»                                   | TBA       |
| 2022 | «Степом»                                    | TBA       |

### Промосинглы
| Год  | Сингл                          | Альбом      |
| ---- | ------------------------------ | ----------- |
| 2007 | «Три зимы»                     | Заждалась   |
| 2007 | «Вера»                         | без альбома |
| 2007 | «Всё за тебя»                  | Заждалась   |
| 2009 | «Любила»                       | Заждалась   |
| 2010 | «Твоё сердце» (feat. Паша Ли)  | Я вільна    |
| 2010 | «По волнам»                    | Заждалась   |
| 2011 | «Смогла»                       | Заждалась   |
| 2011 | «Заждалась»                    | Заждалась   |
| 2012 | «Романс»                       | Я вільна    |
| 2012 | «Ника»                         | Я вільна    |
| 2016 | «Я вільна»                     | Я вільна    |
| 2016 | «I Am Free Now»                | Я вільна    |
| 2016 | «Я піду за сонцем»             | без альбома |
| 2016 | «Тримай»                       | Саме той    |
| 2019 | «Вимагаю змiн»                 | Саме той    |
| 2022 | «Зозуля»                       | TBA         |
| 2022 | «Голос народу» (совм. с IKSIY) | TBA         |

## Видеография
| Год  | Клип                                        | Режиссёр                                          | Альбом    |
| ---- | ------------------------------------------- | ------------------------------------------------- | --------- |
| 2008 | «Безответно» (feat. Валерий Меладзе)        | Алан Бадоев                                       | Заждалась |
| 2009 | «Мамо»                                      | Алан Бадоев                                       | Заждалась |
| 2010 | «Вспыхнет свет»                             | Катя Осинская                                     | Заждалась |
| 2011 | «Action»                                    | Юбик Литвин                                       | Заждалась |
| 2011 | «Между нами небо» (feat. David)             | Евгений Тимохин                                   | Заждалась |
| 2012 | «Ясновидящая»                               | Евгений Тимохин                                   | Заждалась |
| 2014 | «Половина пути»                             | Евгений Тимохин                                   | Я вільна  |
| 2014 | «Герої не вмирають» (feat. Микита Рубченко) | А. Шатохин                                        | Я вільна  |
| 2015 | «Зацелована»                                | Радислав Лукин                                    | Я вільна  |
| 2015 | «Не трагедия»                               | Алан Бадоев                                       | Я вільна  |
| 2016 | «Дура-любовь»                               | Дима Манифест                                     | Я вільна  |
| 2016 | «Луна»                                      | неизвестно                                        | Саме той  |
| 2017 | «Гуд бай»                                   | Алексей Мазур, Денис Путинцев, Дмитрий Перетрутов | Саме той  |
| 2017 | «Крила»                                     | Денис Путинцев                                    | Саме той  |
| 2018 | «Саме той»                                  | DVIZHON                                           | Саме той  |
| 2022 | «Подруга»                                   | Алексей и Денис Кучеренко                         | TBA       |
| 2022 | «Степом»                                    | Андрей Игначенко                                  | TBA       |

## Чарты
| Single                   | RUS Airplay TopHit 100 | RUS Moscow Airplay TH 100 | UA Airplay Chart TOP 40 | LAT | FI | UA Лига муз. прав | RUS RedStar |
| ------------------------ | ---------------------- | ------------------------- | ----------------------- | --- | -- | ----------------- | ----------- |
| «Три зимы» (2007)        | 180                    | -                         | -                       |     |    |                   |             |
| «Вера» (2007)            | 231                    | -                         | -                       |     |    |                   |             |
| «Всё за тебя» (2007)     | 158                    | -                         | -                       |     |    |                   |             |
| «Безответно» (2008)      | 25                     | 44                        | -                       |     |    |                   |             |
| «Мамо» (2009)            | 22                     | 58                        | 12                      | 22  | 22 | 37                | 69          |
| «Action» (2011)          | -                      | -                         | -                       | -   | -  | -                 | 87          |
| «Между нами небо» (2011) | 122                    | -                         | 26                      | -   | -  | -                 | 11          |
| «Смогла» (2011)          | 87                     | -                         | -                       | -   | -  | -                 | 8           |

## Концертные программы
- 2008 — Гастрольный тур «Фабрики звёзд — 7» (Россия, Украина, Белоруссия, Казахстан,США)
- 2009 — Промотур с Валерием Меладзе (Германия, Украина)
- 2012 — Сольный концерт «Моя душа» (Киев, Crystal Hall), при участии Джанкой-бразерс

## Каверы и пародии
- «Мамо» — Театральное общество свободных актёров. Номер «Эйяфьятлайокудль», пародия
- «Мамо» — группа «Безумные гортензии». Песня «Сало», пародия
- «Мамо» — Наталья Шилова, пародия на шоу «Большая разница на Украине»
- «Мамо» — Нонна Гришаева, пародия на шоу «Большая разница», Первый канал
- «Мамо» — шоу «Вечерний квартал», пародия «Тато»
- «Мамо» — шоу «Новогодний парад звёзд», номер «Fairytale — Mamo»
- «Мамо» — шоу «Евровидение по-нашему», телеканал СТС
- «Мамо» — шоу «Большая разница», пародия на участников Евровидения от России
- «Мамо» — ГЛОМ! Песня «Бурда». Пародия, посвящённая участнику программы «Что? Где? Когда?»
- «Мамо» — театр пародий Владимира Винокура
- «Мамо» — кавер Маши Собко на конкурсе «Новая Волна» — 2011 и «Детская Новая волна» — 2011
- «Мамо» — шоу «Прожекторевровижн», Первый канал
- «Мамо» — Даша Швецова, шоу «У Украины есть талант»
- «Мамо» — Таисия Повалий, конкурс «Новая Волна-2012», творческий вечер Константина Меладзе

## Фильмография[67]
- 2009 — Как казаки… — Полина.